# Kosmiczna katastrofa
Kosmiczna katastrofa (ang. Collision Earth) – kanadyjski thriller science fiction z 2011 roku w reżyserii Paula Zillera i wyprodukowany przez Colliding Pictures.
Światowa premiera filmu miała miejsce 26 marca 2011 roku. W Polsce premiera filmu odbyła się 2 czerwca 2012 roku.

## Fabuła
Merkury wypada ze swojej orbity i z ogromną prędkością zmierza w kierunku Ziemi. Skompromitowany naukowiec doktor James Preston (Kirk Acevedo) próbuje nie dopuścić do zagłady, wykorzystując opracowany przez siebie i wciąż niedoskonały system uzbrojenia zwany Projektem 7.

## Obsada
- Kirk Acevedo jako James Preston
- Diane Farr jako Victoria Preston
- Chad Krowchuk jako Christopher Weaver
- Jessica Parker Kennedy jako Brooke Adamson
- Adam Greydon Reid jako Matthew Keyes
- Andrew Airlie jako Edward Rex
- David Lewis jako Marshall Donnington
- Catherine Lough Haggquist jako Jennifer Kelly
- Kevan Ohtsji jako Lee Tahon
- Holly Elissa jako Michelle (wymieniona w czołówce jako Holly E. Dignard)